# 科爾登港 (新澤西州)
科爾登港（英語：Port Colden）是位於美國新澤西州沃倫縣的普查規定居民點。

## 人口
根據2020年美國人口普查的數據，科爾登港的面積為1.32平方千米，當中陸地面積為1.31平方千米，而水域面積為0.01平方千米。當地共有人口260人，而人口密度為每平方千米196.97人。